# Ferdinand d’Orléans (1859-1873)
Pour les articles homonymes, voir Ferdinand d'Orléans.
Ferdinand d'Orléans, né Fernando María Enrique Carlos de Orleans y Borbón, à Sanlúcar de Barrameda, en Espagne, le 29 mai 1859 et mort à La Chapelle-Saint-Mesmin, Loiret, France, le 3 décembre 1873, est un Infant d'Espagne et un prince français.

## Biographie
Ferdinand, né le 29 mai 1859, veille de la Saint Ferdinand de Castille dont il porte le prénom, est le fils aîné et le sixième des dix enfants d'Antoine d'Orléans, duc de Montpensier et de Louise-Fernande de Bourbon, infante d'Espagne,. Il est tenu sur les fonts baptismaux, sous les prénoms de Fernando María Enrique Carlos, par ses oncle et tante paternels Henri d'Orléans, duc d'Aumale et son épouse Marie-Caroline.
Ses parents s'étaient établis à Séville après la Révolution de 1848 qui avait chassé du trône son grand-père paternel le roi des Français Louis-Philippe Ier. Du côté maternel, Ferdinand est le petit-fils de Ferdinand VII, roi d'Espagne. 
Avant sa naissance, la reine Isabelle II, sœur de sa mère, n'ayant pas encore donné le jour à un enfant survivant, avait décrété, en 1850, que les enfants qui naîtraient dans le foyer de sa sœur seraient titrés infants d'Espagne. Dès lors, à l'instar de ses sœurs aînées, Ferdinand devient également infant d'Espagne, le même jour que son père, le 10 octobre 1859,.
Sa vie se déroule principalement entre le palais de San Telmo, résidence de ses parents à Séville et les autres possessions des Orléans à Sanlúcar de Barrameda. Parmi les dix enfants de ses parents, seuls cinq autres que Ferdinand atteignent l'âge de quatorze ans : Marie-Isabelle (1848-1919), Marie-Amélie (1851-1870), Marie-Christine (1852-1879), Mercedes (1860-1878) et Antoine (1866-1930). 

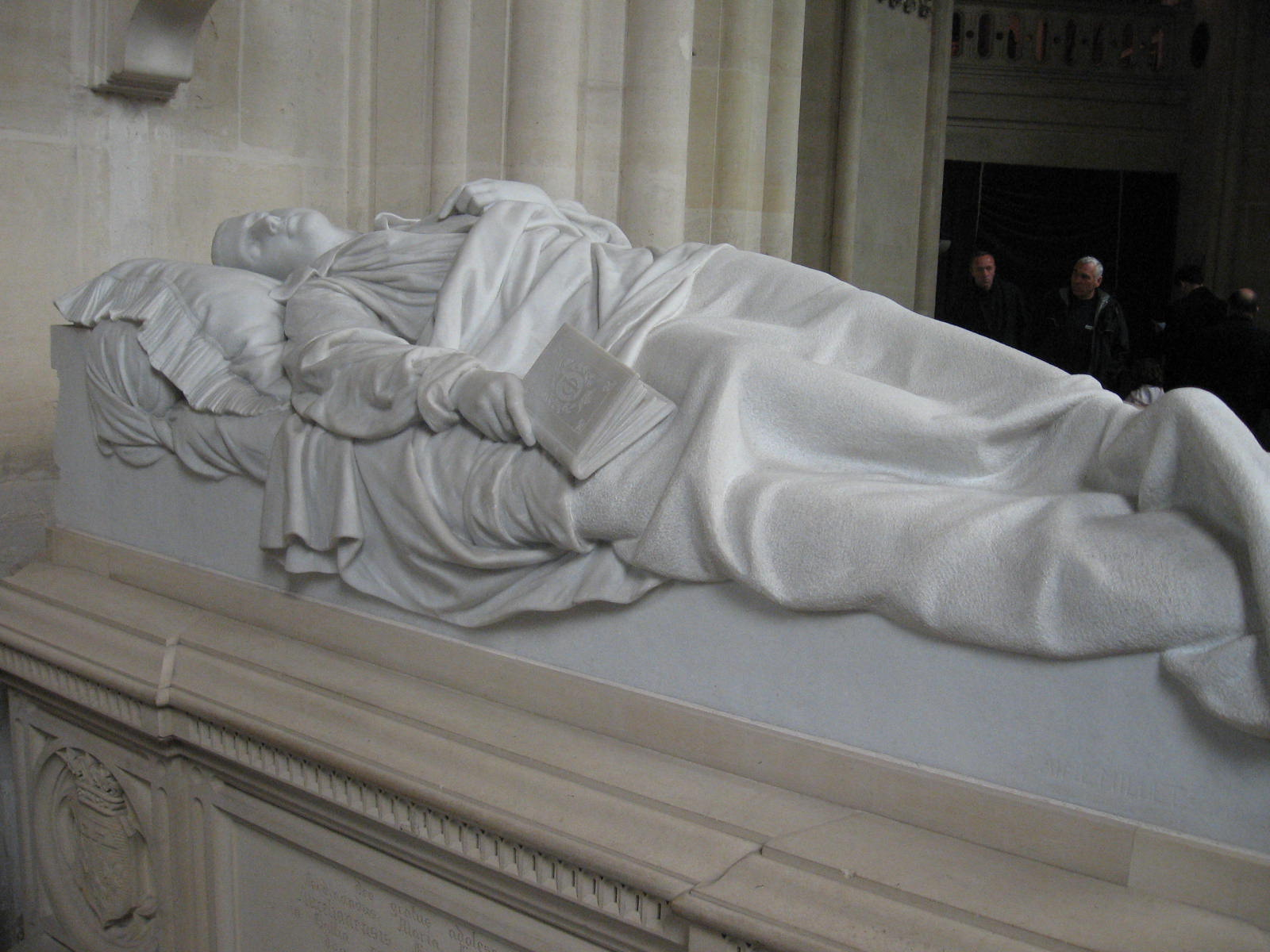
Gisant de Ferdinand d'Orléans par Aimé Millet dans la chapelle royale de Dreux.

Ferdinand commence ses études au Palacio de las Dueñas à Séville où il est doté d'un précepteur, Bruno Moreno, secrétaire de son père, dont il bénéficiait de la grande confiance. Moreno enseigne au prince la grammaire espagnole et les mathématiques, tandis que Don Juan Domingo Eguezabal, chapelain de San Telmo, lui donne des cours de religion et d'histoire sainte. 
En 1868, à la suite de la révolution espagnole, Ferdinand et les siens partent en exil. Sa famille s'établit successivement en France (au château de Randan), à Lisbonne, et de nouveau en France. En 1870, sa famille revient à Séville, mais quitte l'Espagne dès la fin de l'année. Ses parents fondent beaucoup d'espoirs sur leur fils aîné.
De retour en France, empêché de poursuivre ses études chez les pères maristes du collège Valldemia de Mataró en Catalogne, région dominée par les patrouilles carlistes, Ferdinand devient élève au Petit séminaire de La Chapelle-Saint-Mesmin, dans le Loiret. Il y meurt, d'une rougeole foudroyante, le 3 décembre 1873, à l'âge de 14 ans. Il est inhumé sous un gisant sculpté par Aimé Millet le représentant tenant un livre en main, dans le déambulatoire nord de la chapelle royale de Dreux.

## Titres et honneurs

### Titres
- 29 mai 1859 - 10 octobre 1859 : Son Altesse Royale le prince Ferdinand de Orleans y Borbón.
- 10 octobre 1859 - 3 décembre 1873 : Son Altesse Royale Ferdinand de Orleans y Borbón, infant d'Espagne, prince d'Orléans[1],[2].

### Honneurs
Ferdinand est :
- Grand-croix de l'ordre de Charles III d'Espagne.
- 997e Chevalier de l'ordre de la Toison d'or (Espagne, 28 novembre 1859)